# Haquin Spegel
Haquin Spegel, Håkan Spegel, född 14 juni 1645 i Ronneby, död 17 april 1714 i Uppsala, var en svensk ärkebiskop, diktare och psalmförfattare.
Spegel var hovpredikant hos drottning Hedvig Eleonora, chef för fältprästerna i skånska kriget 1675–1679, superintendent i Visby 1679, biskop i Skara 1685, biskop i Linköping 1693 och ärkebiskop 1711. 

## Uppväxt och studentår
Haquin Spegel föddes med det borgerliga namnet Håkan Spegel, såsom son till köpmannen Daniel Spegel och Margareta Fischer. Han tillhörde en småländsk släkt, känd från 1400-talet och enligt uppgift uppkallad efter en by Spegla; dess mest betydande medlem före Haquin Spegel var Gudmund Spegel, domprost i Växjö under Gustav Vasas tid och dennes pålitlige tjänare. Spegels far, Daniel Spegel, var handlande i Ronneby, modern, Margareta Fischer, var tyska; hennes föräldrar hade för sin protestantiska bekännelses skull överflyttat från Westfalen. 
Tidigt föräldralös måste Spegel leva av släktingars barmhärtighet; en fattig komminister i Elmeboda tycks vara den som mest tog sig an honom. År 1658 kom han i katedralskolan i Lund och blev student 1662. Under ett par års akademisk peregrination i utlandet hörde han Heinrich Müller vid Rostocks universitet och Abraham Calovius vid Wittenbergs universitet och besökte även Holland och England.

## Vid hovet
1666 blev han informator hos burggreven i Malmö Gustaf Ehrenberg och 1669 hos generalguvernören i Skåne, G. O. Stenbock. År 1671 filosofie magister vid den första promotionen vid Lunds nyinrättade universitet, blev han samma år efter prästvigning av biskop Erik Gabrielsson Emporagrius i Strängnäs hovpredikant hos änkedrottning Hedvig Eleonora. I denna egenskap var han 1673 med i följet vid Karl XI:s eriksgata. 
1675 tog kungen honom till sin överhovpredikant och biktfader; han blev tillika superintendent över armén i Skåne och preses i fältkonsistorium. I denna ställning vann han kungens synnerliga förtroende och vänskap. Aftonen före slaget vid Lund (4 dec. 1676) skall kungen ha tillkallat honom till ett enskilt förtroligt samtal, och vid kungens svåra sjukdom 1679 stod Spegel styrkande vid hans sida. Över händelserna under kriget förde han en dagbok, som är en ej oviktig urkund i Karl XI:s historia (tryckt i "Det svenska biblioteket", I, II, V, 1757). 1680 vigde han på Skottorp kungen och Ulrika Eleonora.

## På Gotland och i Stockholm
1679 utnämnd till kyrkoherde i Ronneby socken, förordnades han strax därpå i stället till superintendent i Gotlands stift. 
Där genomförde han med takt, allvar och skicklighet en efter kriget välbehövlig reorganisation av de kyrkliga förhållandena, verkade framgångsrikt för införande av svenskt kyrkospråk och svensk gudstjänstordning och utförde ett grundläggande arbete för folkundervisningen. På kort tid – han var ej på Gotland mer än 1680–1682 och 1684–1685 – hann han med förvånande mycket, bl.a. även utarbetandet av ett omfattande historisk-topografiskt arbete om ön, Rudera gothlandica (utg. av O. Wennersten, 1901). 
1682 kom han in i det stora rikskyrkliga organisationsarbetet, vari han blev en av de ledande krafterna. Vid riksdagen samma år deltog han i redigeringen och granskningen av prästeståndets kyrkolagsförslag. Efter riksdagens slut lät kungen honom stanna i Stockholm för kyrkolagsarbetets skull. I den blandade kyrkolagskommissionen 1685–1686 torde han med sin rojalistiska hållning ha medverkat till att få de övrige prästerlige medlemmarna med på juristernas strängare statskyrkliga tendenser. På en punkt – förbudet mot kusingiften – segrade hos kungen hans mening över juristernas. 
De prästerlige medlemmarna av denna kommission arbetade samtidigt på en katekesförklaring, varvid Spegel tjänstgjorde som sekreterare. Denna katekes, som utkom 1686, rönte emellertid skarp kritik och blev indragen; den ansågs för hastigt hopkommen, och Spegel fick mesta skulden för misslyckandet. Dock lades den till grund för den omarbetning, som resulterade i ärkebiskop Olaus Swebilius 1689 auktoriserade katekes. Även i det förberedande arbetet på skolordningen av 1693, som växt fram i samband med kyrkolagsarbetet, tog Spegel betydande del. 
För bibelarbetet intresserade Spegel sig alltifrån 1683, då han åt Gezelierna granskade en del av deras bibelverk. Han yttrade sig då till förmån för en revision av kyrkobibeln efter grundtexten, och när arbetet på en sådan kom i gång, stödde han det med råd och dåd. Av de mötande svårigheterna fick han erfarenhet redan 1685, då han vid en omtryckning av gamla översättningen fick i uppdrag att övervaka borttagandet av tryckfel och osvenska uttryck, men hans därtill uppgjorda förslag icke beaktades. Under revisionsarbetets långsamma och genom ortodox skuggrädsla hos Erik Benzelius d.ä. och andras oupphörligt fördröjda fortskridande nedlade han, fastän inte själv medlem i bibelkommissionen, mycket arbete särskilt på språkliga och andra textförklaringar, men drevs till sin principiella ståndpunkt småningom över till att yrka på att den gamla översättningen i möjligaste mån skulle behållas orörd, och när denna konservativa ståndpunkt i 1703 års kyrkobibel genomförts, ville han på gamla dagar som ärkebiskop även avstyra diskussion om den så fastslagna textens värde.

## Åren som biskop
1685 hade Spegel blivit biskop i Skara stift och vigdes s. å. till biskop i Maria kyrka i Stockholm av ärkebiskop Swebilius. 1691 utnämndes han till biskop i Linköpings stift, dit han överflyttade 1693 efter att vid jubelfesten samma år i Uppsala ha promoverats till teologie doktor och såsom den främste av doctorandi fått besvara doktorsfrågan om kyrklig endräkt kan ingås mellan evangeliska, reformerta och katoliker – ett svar som avgavs i strängt konfessionell anda. I Linköping fick han sin längsta verksamhetstid.

## Ärkebiskop Spegel
1711 utnämndes han till ärkebiskop. Som stiftschef var han synnerligen duglig och outtröttligt arbetsam, nitisk för kyrklig ordning och laglydnad, för höjande av prästernas bildning och pastorala förmåga, ävensom för undervisningsväsendet. Han utverkade kungliga cirkuläret av 18 december 1695, vari prästerskapet vid ansvar ålades att icke admittera de äldre till nattvarden såvida de inte kunde trons artiklar och instiftelseorden; ej heller de yngre utan att de lärt hela katekesen. Fastän mildrad genom ett nytt cirkulär av 1699, fick denna bestämmelse synnerlig betydelse för befrämjande av allmogens läskunnighet. 
Under sina få år som ärkebiskop mötte han nya rörelser i kyrka och stat. Han fick sitta som ordförande i en kommission för att rannsaka om pietismen i Stockholm (1713); han skötte förhören vänligt och humant, men kunde inte förlika sig med pietisternas konventikelväsen, klandrande av predikoämbetet, fria skriftutläggning utan kännedom av grundspråket, lagiska tankegångar o. s. v. Vid utskottsmötet 1710 hade han under ärkebiskopsvakansen valts till prästeståndets talman; vid riksdagen 1713-14 var han självskriven till samma plats. Ärligt konungskt sinnad som han var och i rikets nödställda läge framför allt yrkande på sammanhållning och offervillighet, rönte han vid det senare tillfället åtskilligt klander av oppositionen, som i ståndet anfördes av Swedberg och domprosten i Uppsala Laurentius Molin. Han skall ha tagit detta så hårt att han insjuknade. Han ligger begraven i Linköpings domkyrka. 
Han gifte sig 1683 med Anna Schultin (d. 1730), änka efter biskop Brodinus i Visby och Västerås. Hennes far Olaus Erici Schult var bondson från Skultuna och kyrkoherde i Hedemora. Hennes mor Elisabeth Stiernman var barnbarn till ärkebiskop Nicolaus Olai Bothniensis och Bureättling. Spegels ende son Jakob dog ung. En dotter blev gift med ärkebiskop Johannes Steuchius, en annan med riksrådet greve Joachim von Düben d.ä.. Änkan och döttrarna adlades 1719, men introducerades inte.

## Vittra och litterära arbeten
Poesins konst var honom från ungdomen kär; till diktning drevs han också - ehuru han erkände sig icke vara född till poet – av intresse för modersmålets uppodling och för meddelande av religiös och moralisk undervisning i diktens form. 1685 utkom hans stora poetiska huvudarbete, Gudz verk och hvila, behandlande skapelsehistorien och tänkt som ett slags religiös-didaktiskt universalepos efter mönstret av Guillaume du Bartas och (i synnerhet) Anders Christensen Arrebo. Föregångarna är emellertid ganska fritt behandlade, och många och stora tillägg är gjorda. Den poetiska inspirationen nedtynges i detta verk –, som senare försågs med fortsättningarna Thet öpna Paradis, Thet tilslutna Paradis och Thet återvundna Paradis efter förebild av Milton – rätt mycket av vidlyftiga utläggningar och beskrivningar ur tidens teologi, naturvetenskap och kulturhistoria; men dess realism, som är släkt med Georg Stiernhielms, tilltalade i hög grad samtiden, och verket upplevde flera upplagor. 
Som predikant hörde Spegel till tidens förnämsta. Förutom strödda predikningar (varibland en för Karl XI vid krigets början 1675,
Ett affbrutitt Olive-lööff, eller fåå och eenfaldige betrachtelser om then hugneliga friden, huru han är förlorad och kan igen upsökias) och kasual-tal finnas passionspredikningar av honom från hov-predikantstiden (Passions-andikt, 1723). Av uppbyggelse-arbeten har han skrivit utläggningar över Höga visan (Himmelsk brudekammare, 1686) - där i olikhet med den samtida tyska uppbyggelselitteraturen den erotisk-sentimentala mystiken icke har något rum – och över Predikaren (1746).
Även andra områden av svensk kultur ägnade han sitt intresse. Han skrev Then swenska kyrkiohistorien (1707–1708) och samlade därtill hörande Skriftelige bevis (1716), och hans intresse för språkets renhet utmynnade i en stor ordbok, Glossarium sveogothicum eller Swensk ordabook (1712), betecknande ett ej obetydligt framsteg i den svenska lexikografien. I manuskript har han efterlämnat arbeten av teologiskt, antikvariskt m. m. innehåll.

## Psalmiska verk
Under sin tid på Gotland publicerade han ett antal nyskrivna och översatta psalmer i syfte att bidra till försvenskningen av ön som efter freden i Brömsebro 1645 blivit svensk. Hans epos Gudz verk och hwila 1685 berättar i sju delar på alexandriner om Guds skapelseverk.
Som psalmförfattare finns han representerad i alla hittills utgivna psalmböcker för Svenska kyrkan sedan 1695, det vill säga i 1695 års psalmbok, kallad den karolinska psalmboken av Jesper Swedberg, 1819 års psalmbok (den så kallade Wallinska), 1937 års psalmbok samt 1986 års psalmbok.
I 1695 års psalmbok är han representerad 55 gånger, främst genom sina psaltarparafraser. Hans önskan var att alla hans Psaltarpsalmer skulle vara med i psalmboken. Dessa psalmer har han skrivit, bearbetat eller översatt: (Nr 3, 13, 16, 135, 158, 172, 255, 303, 304, 313, 349, 353, 357, 360, 361, 362, 366, 367, 371, 372, 373, 378)
Av dessa är 23 st parafraser över Psaltarpsalmer: (Nr 25, 28, 29, 30, 36, 41, 47, 51, 53, 62, 63, 70, 71, 72, 73, 76, 82, 90, 92, 95, 101, 103, 111. 

I 1986 års psalmbok finns han representerad med nio originaltexter (nr 99, 243, 327, 388, 404, 440, 447, 468 och 492) och två bearbetningar/översättningar (nr 186 och 389)
I 1819 års psalmbok, med dess tillägg Nya psalmer 1921, finns han representerad med 30 psalmer (nr 75, 98, 110, 111, 136, 154, 157, 188, 196, 223, 228, 229, 270, 292, 298, 307, 315, 325, 396, 410, 427, 429, 430, 431, 442, 443, 460, 467, 510 och 578)

### Psalmer
- Ach Herre! migh eij tuckta (1695 nr 51) Parafras över Psaltaren 38
- Ack, hur stort är mitt elände (1695 nr 254) Finns på Wikisource.
- Ack, hjärtans ve översatt 1686. Vers 1 en tysk katolsk passionssång, v. 2-12 av Johannes Rist. (1695 nr 154,1937 nr 98)
- Ack, hur stort är mitt elände (1695 nr 254) Finns på Wikisource.
- Ack, vi ästu dock så blinder (1695 nr 278)
- Betraktom väl de helga bud (1695 nr 3) Finns på Wikisource.
- Den ljusa dag framgången är (1695 nr 367)
- Den stora vida jord (1695 nr 417)
- Det är full visst att var och en (1695 nr 72)
- Dig Fader vill jag prisa (1695 nr 373)
- Din godhet rätt att lova (1695 nr 135, 1937 nr 464) skriven 1686
- Din öron, Herre, till mig böj
- Du mänskors Fader (1695 nr 313, 1819 nr 396) skriven okänt årtal
- Du som vill Herran tjäna (1695 nr 90)
- Gud säger, att den salig är (1695 nr 276, 1937 nr 348) översatt 1694 av okänd upphovsman
- Gud har sin sol igen uppsatt (1695 nr 361)
- Gud hör min bön
- Gud, vår Gud, för världen all (1695 nr 71, 1937 nr 242, 1986 nr 99) skriven 1694 Finns på Wikisource.
- Helge Ande, hjärtats nöje (1695 nr 184, 1937 nr 136) översättning av Paul Gerhardts text.
- Herre, du utrannsakar mig (1695 nr 103)
- Herre medan tu tigh döljer (1695 nr 29)
- Himmelske Fader högste Gud (1695 nr 313)
- Hör mig, o Gud, giv på mitt tal grann akt (1695 nr 25)
- Jag lyfter mina händer (1695 nr 95)
- Jesus, du dig själv uppväckte (1695 nr 173, 1937 nr 111)
- Jesu Kristi oskyldiga död (1695 nr 16)
- JEsu! lär migh rätt betänckia (1695 nr 158, 1986 nr 447) skriven 1694
- Lovad vare Herren, Våra fäders Gud! (1695 nr 303, 1937 nr 10, 1986 nr 327) skriven 1686 Finns på Wikisource.
- Lovsjunger Herran Gud (1695 nr 111)
- Lov ske dig, Gud för denna dag (1695 nr 372).[1]

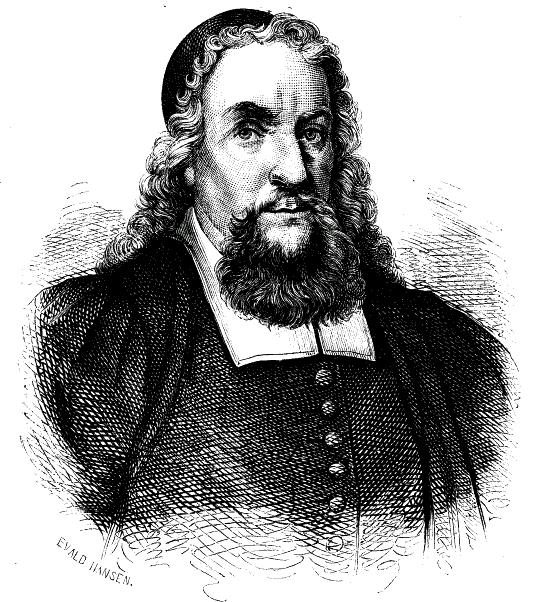
Träsnitt av Evald Hansen i Svenska Familj-Journalen år 1873

- Låt oss nu Jesus prisa (1695 nr 172, 1986 nr 468) skriven 1694
- Min Gud jag nu åkallar (1695 nr 73) skriven okänt årtal
- Min Gud, på dig förtröstar jag (1695 nr 70, 1937 nr 312) skriven 1688
- Min själ, du måste nu glömma (1695 nr 71, 1986 nr 440) skriven 1685
- Mitt fasta hopp till Herren står (1695 nr 65, 1937 nr 311) översatt 1688
- Mitt hjärta fast nu gläder sig (1695 nr 304)
- Mänska, jord du måste bliva (1695 nr 578)
- Nu vilar hela jorden (1695 nr 375, 1986 nr 186) översatt 1686 Finns på Wikisource.
- O Gud, det är min glädje (1695 nr 92, 1937 nr 308) skriven 1688
- O Gud, dig vare lov och pris (1695 nr 357)
- O Gud, din rättvisa dom (1695 nr 72)
- O Gud som har i händer (1695 nr 82)
- O Heliga Trefaldighet (1695 nr 349)
- O, Herre Gud, för dig jag klagar (1695 nr 406, 1986 nr 620 utan notering i registret) bearbetning av Lucidors text. Finns på Wikisource.
- O Herre! tu äst min enda tilflyckt (1695 nr 36)
- O Herre, vem skall bo (1695 nr 41, 1937 nr 223) översatt 1688 Finns på Wikisource.
- O huru ljuvlig är Din boning (1695 nr 76, 1986 nr 404) skriven 1694 Finns på Wikisource.
- O Jesus Krist, min högsta tröst (1695 nr 255, 1937 nr 284) skriven 1686
- O människa Gud klagar (1695 nr 63) skriven okänt årtal
- På dig förtröstar jag, min Gud (1695 nr 28)
- På Herran jag förtröstar (1695 nr 30)
- Se, huru gott och ljuvligt är (1695 nr 101, 1937 nr 409) skriven 1694
- Solen går nu åter neder (1695 nr 378) efter J. Francks "Unsere müden Augen-Lieder".
- Solen haver sig ifrån oss vänt (1695 nr 366) Finns på Wikisource. efter Johannes Rists "Der Tag ist hin, der Sonnen glans"[2]

- Såsom hjorten träget längtar (1695 nr 53, 1937 nr 358) översatt 1694 från Ambrosius Lobwassers version.
- Säll den som håller Jesus kär (1695 nr 19, 1986 nr 389) översatt 1686 Finns på Wikisource.
- Säll den vars överträdelse (1695 nr 47, 1937 nr 289) skriven okänt årtal men helt omarbetad av Wallin.
- Vad jag idag har syndat (nr 776 i Lova Herren 1988)
- Vak upp, min själ, giv ära (1695 nr 359, 1937 nr 429) en översättning av Paul Gerhardts text.
- Vak upp, min själ, och var ej sen (1695 nr 360, 1937 nr 430) skriven 1686
- Var nu redo, själ och tunga (1695 nr 377) bearbetad/översatt Johannes Rists text "Werde Munter mein Gemuthe" Finns på Wikisource.
- Vi kristna bör tro och besinna (1695 nr 211, 1986 nr 243)
- Vi tackar dig O Herre Krist (1695 nr 371)
- Vi tackar dig så hjärtelig (1695 nr 362) skriven 1686 Finns på Wikisource.
- Vår Herres Jesu Kristi död (1695 nr 16, 1986 nr 388) skriven 1684 Finns på Wikisource.
- Vår Herre Krist till Jordan gick (1695 nr 13) översatt Martin Luthers text
- Öppna dig min själ och tunga (1695 nr 376) bearbetad/översatt Johannes Rists text "Werde Munter mein Gemuthe"

### Samlade skrifter
- Samlade skrifter / utgivna av Bernt Olsson och Barbro Nilsson. Svenska författare utgivna av Svenska vitterhetssamfundet, 0346-7864 ; 25. Stockholm: Svenska vitterhetssamf. 1998-. Libris 2483007
  -  Del 1, Guds werk och hwila, Vol. 1, Text. Stockholm: Svenska vitterhetssamf. 1998. Libris 18150920. ISBN 91-7230-072-8. https://litteraturbanken.se/f%C3%B6rfattare/SpegelH/titlar/GudzWerkOchHwila/sida/III/faksimil
  -  Del 1, Guds werk och hwila, Vol. 2, Kommentar. Stockholm: Svenska vitterhetssamf. 1998. Libris 18150919. ISBN 91-7230-073-6. http://litteraturbanken.se/forfattare/SpegelH/titlar/SamladeSkrifter1_2/info
  -  Del 2, Dikterna om paradis, Vol. 1, Text / utgivna av Bernt Olsson och Birgit Neumann. Stockholm: Svenska vitterhetssamfundet. 2011. Libris 12520160. ISBN 9789172301603
  -  Del 2, Dikterna om Paradis, Vol. 2, Kommentar / utgivna av Bernt Olsson och Birgit Neumann. Stockholm: Svenska vitterhetssamfundet. 2015. Libris 17892885. ISBN 9789172301740
  -  Del 3, Världsliga dikter, Vol. 1, Text. Stockholm: Svenska vitterhetssamfundet. 2006. Libris 18150773. ISBN 91-7230-136-8. http://litteraturbanken.se/forfattare/SpegelH/titlar/SamladeSkrifter3_1/info